# テコ入れ
テコ入れ、梃入れ（てこいれ）とは、期待しただけの効果が得られないでいる、あるいは状況が悪化している事態に対して、人為的になんらかの改善を行うこと、またはその改善手段のことである。

## 概要
テコ入れは、その主要な意味としては経済における相場の下落（ないし高騰）を人為的に食い止めることを指し、いわゆるてこを使って重量物を持ち上げる（ジャッキアップなども）ことに擬えたものである。転じて、経済に限らず順調に行かない状況を改善するために、更に手を加えること全般をテコ入れと表現する。
元々は相場用語だったが、一般には後者の意味のほうが通りがよく、一般的にテコ入れというと上手くいかず低迷している状況を外部から力を加えて盛り立てる意味合いで使われるようになった。例えば、後述するようにマスメディアに関連してはテレビ視聴率など明確な数字として現れる「人気のあるなし」で本来の予測を下回り狙ったほどの効果が出ていない番組（放送内容）を見直し、人気を得るために何らかの方策を採ることを指す。
こういった行為は相場やメディアだけではなく、地方自治などでは地域経済に関連して、これを盛り立てるために、イベントを企画したり箱物を誘致したり（地域おこし）といった活動も見られ、企業活動から非営利の活動まで、様々な方面で同語が用いられている様子も見出せる。
ただしこれらテコ入れが上手く機能するかどうかという点は別の問題であり、その結果はまちまちである。結果が目論見通り、あるいはそれ以上になることもあれば、逆効果に終わってしまうこともある。
英語では“bolster up”が同語に相当し、こちらは柔らかく弾力のある長枕で危うい状況や事柄を下から支えるイメージを指している。

## メディアにおけるテコ入れ

### テレビ
テレビ業界では、主として視聴率低迷の打開策を意味する。
手法としては、賞金（または賞品）付き番組にする、素人参加番組を芸能人付きないし専用番組にする、トークを長くすることなどが挙げられる。テコ入れによって長寿・人気番組になった実例としては、「クイズダービー」や「マジカル頭脳パワー!!」、「行列のできる法律相談所」などが挙げられる（「行列のできる法律相談所」の場合、放送開始当初は正味50分強の枠のほぼ全てを純粋な法律相談に充てていたが、途中から時間配分を「芸能人・タレントのトークを45分程度→法律相談の時間を5分程度」に変えている）。このような長寿番組や、人気番組の中にはごく初期にテコ入れされて人気を獲得したものも少なくない一方、度が過ぎると当初の内容から全く別の番組内容に変わるが、それが反ってさらに人気を落とし結果短命に終わらせる原因にもなる。そのため、「テコ入れ」は諸刃の剣でもある。

### ラジオ
ラジオにおいてもテレビ局の視聴率に類似する聴取率の調査が行われている。2010年代中頃までは、徴収率を調査する期間に民放ラジオ各局の番組で豪華なゲストを呼ぶ、高価なプレゼント企画を打ち出すなど聴取率アップのための露骨なまでのテコ入れが盛んに行われてきた。2018年にTBSラジオが他の指標を使うことなどを理由に聴取率調査期間時のテコ入れから離脱することを表明。それ以来、テコ入れは鎮静化に向かった。

### 出版
出版業界では主に作品の人気低迷や制作の行き詰まりなどの場合に行なわれる。
特に漫画作品では掲載誌の人気アンケートの結果や単行本の売り上げに作品の命運は左右され、多くの作品では作家や担当編集者の構想通りにはことが進まない。アンケート人気の低迷が続けば連載が打ち切り終了になる可能性が高まってくるため、これを回避するべく、新たな登場人物の投入や新展開、お色気シーンを追加するなどこれまでの物語の展開に無かった要素を追加したり、逆に不人気のキャラクターの登場頻度や重要性を下げたり退場させる、極端な場合には作品の方向性そのものを転換するなど、連載中に様々な処置、すなわちテコ入れを行う必要に迫られる。たとえば少年漫画の分野では、当初は冒険もの、ギャグ漫画、ラブコメなどでスタートしながらも低迷し、途中で格闘漫画（=アクション漫画）路線に切り替える大幅なテコ入れを行いようやく人気アンケート結果が上位安定したという作品は枚挙に暇がない。
ただし、テコ入れの新要素でも人気が上がらなかったりかえって作品が迷走し人気低迷に追い討ちを掛けただけの結果に終わることは多く、連載開始当初はギャグの要素も多く取り入れていた『ドラゴンボール』が、途中から掲載誌の人気アンケート競争のトップ争いの中心軸になったケースに見られる様な、真にテコ入れが大成功した事例は少ない。
また、雑誌自体においても部数低迷や編集側の都合により、連載作品全体の方針転換や新企画を複数行うなどのテコ入れを図ることがあるが、雑誌の場合は個別の作品以上に成功例が少ない。

## 交通におけるテコ入れ
交通関連でも鉄道において、列車のダイヤを見直し、停車駅の増減の実施などの見直しを行う際や、バスの開発地域などへのルートの変更や延長を行う際にも使われる場合がある。

## テコ入れを主題とした作品
- 王様のレストラン